# Великуша (городской округ Семёновский)
Велику́ша —  деревня в городском округе Семёновский Нижегородской области России.

## География
Деревня находится в болотистой местности, в 2 км от места слияния рек Большая Великуша и Малая Великуша, на расстоянии 14 км к юго-востоку от города Семёнов, административного центра округа, и 70 км к северо-востоку от города Нижний Новгород, административного центра области.

### Часовой пояс
Деревня Великуша, как и вся Нижегородская область, находится в часовой зоне МСК (московское время). Смещение применяемого времени относительно UTC составляет +3:00.

## Население
| 2002 | 2010 |
| ---- | ---- |
| 5    | ↘1   |